# Вольфів канал
Во́льфів кана́л, мезонефральний канал (лат. ductus wolfii, ductus mesonephricus) — канал тулубної нирки (мезонефроса) у зародків хребетних тварин. Названий на честь німецького природодослідника К. Ф. Вольфа. Інші назви: Вольфова протока, мезонефральна протока.
Розвивається майже у всіх хребетних із зачатка, що росте від головної нирки (пронефроса) до клоаки; лише у акул вольфів канал утворюється, мабуть, посегментно. У ембріонів та личинок кісткових риб і земноводних вольфів канал є вивідною протокою про- і мезонефроса; у статевозрілих самок — тільки мезонефроса. У самців земноводних встановлюється зв'язок між сім'яником і вольфовим каналом; останній одночасно функціонує і як сечовід, і як сім'япровід. У плазунів, птахів і ссавців у зв'язку з появою тазової нирки — метанефроса з вторинним сечоводом вольфів канал функціонує лише на ранніх стадіях розвитку, потім у самців він стає тільки сім'япроводом, а у самок редукується.